# Раков Василь Іванович
Васи́ль Іва́нович Ра́ков (рос. Василий Иванович Раков; 26 січня (8 лютого) 1909 — 28 грудня 1996) — радянський військовий льотчик, учасник Другої світової війни, генерал-майор авіації (1958). Двічі Герой Радянського Союзу (1940, 1944). Доктор військових наук (1967), професор (1969).

## Біографія
Народився 26 січня (8 лютого) 1909 року в місті Санкт-Петербурзі. Росіянин. Дитячі та юнацькі роки провів у Тверській області. 1926 року закінчив школу, а 1928 року — школу ФЗУ. Працював на лісопильні.
До лав РСЧА призваний у грудні 1928 року. У 1929 році закінчив Ленінградську військову теоретичну школу ВПС, у 1930 році — Качинську військову авіаційну школу пілотів, у 1931 році — Севастопольську військову авіаційну школу морських льотчиків. Проходив службу в частинах ВПС Балтійського флоту, пройшов шлях від пілота до командира авіазагону. 1938 року закінчив Липецькі вищі авіаційні курси удосконалення.
Як командир ескадрильї 57-го швидкісного бомбардувального авіаційного полку ВПС Балтійського флоту брав участь у радянсько-фінській війні 1939–1940 років. Вранці 30 листопада 1939 року ескадрилья під командуванням майора В. І. Ракова завдала повітряного удару по фінській військовій базі Сантахаміна, розташованій на острові східніше Хельсінкі. Згодом організував пошук зниклого екіпажу СБ й брав активну участь у його евакуації з криги Фінської затоки. Неодноразово особисто очолював групи для здійснення бомбових ударів по скупченням ворожої техніки і кораблям супротивника, здійснив кілька десятків бойових вильотів на бомбардувальнику СБ.
Після закінчення війни командував авіаційним полком Ладозької військової флотилії, авіаційною бригадою Чорноморського флоту.
У січні 1942 року досроково закінчив Військово-морську академію. Учасник німецько-радянської війни з лютого 1942 року. Командував 2-ю морською авіаційною бригадою ВПС ЧФ. У травні — липні 1942 року — заступник командира 3-ї особливої Севастопольської авіаційної групи, до останнього брав участь у обороні Севастополя.
Протягом 1942–1943 років займався підготовкою льотчиків евакуйованого до Куйбишевської області Миколаївського військово-морського авіаційного училища імені С. Леваневського.
З травня 1943 року — знову на фронті: командир ескадрильї 73-го (з січня 1944 року — 12-го гвардійського) бомбардувального авіаційного полку. У лютому — травні 1944 року — помічник командира 9-ї штурмової авіаційної дивізії. З травня 1944 по лютий 1945 року — командир 12-го гвардійського бомбардувального авіаційного полку ВПС Балтійського флоту. У лютому — квітні 1945 року — помічник командира дивізії пікіруючих бомбардувальників ВПС Тихоокеанського флоту. Всього за роки війни здійснив понад 170 бойових вильотів на літаках Пе-2 та Іл-2, брав участь у потопленні 12 кораблів і суден супротивника.
У 1946 році закінчив прискорений курс Військової академії Генштабу СРСР. Протягом 1946–1948 років командував мінно-торпедною авіаційною дивізією на Тихоокеанському флоті.
З листопада 1948 року — на викладацькій роботі у Військово-морській академії. З серпня 1971 року — у запасі.
Мешкав у Ленінграді, де й помер 28 грудня 1996 року. Похований на Нікольському цвинтарі Олександро-Невської лаври.

## Нагороди і почесні звання
Указом Президії Верховної Ради СРСР від 7 лютого 1940 року за мужність і героїзм, виявлені в боях проти фінської білогвардійщини, майорові Ракову Василю Івановичу присвоєне звання Героя Радянського Союзу з врученням ордена Леніна і медалі «Золота Зірка» (№ 278).
Указом Президії Верховної Ради СРСР від 22 липня 1944 року за мужність і героїзм, виявлені в боях, гвардії підполковник Раков Василь Іванович нагороджений другою медаллю «Золота Зірка» (№ 21/ІІ).
Нагороджений двома орденами Леніна (1940, 1954), трьома орденами Червоного Прапора (1943, 1944, 1949), орденами Вітчизняної війни 1-го ступеня (1985), Червоної Зірки (03.11.1944), медалями й іноземними нагородами.
Почесний громадянин Санкт-Петербурга (1996).

## Твори
- Раков В. И. «Крылья над морем». — Л.: Лениздат, 1974(рос.), український переклад: Раков В. І. «Крила над морем: Записки військового льотчика». — К.: Політвидав, 1979 (друге видання — 1986).
- Раков В. И. «Над морем и сушей». — Л.: Лениздат, 1984.
- Раков В. И. «В авиации — моя жизнь: Записки военного летчика». — Л.: Лениздат, 1988. ISBN 5-289-00098-4

## Пам'ять
У місті Санкт-Петербурзі встановлено бронзове погруддя В. І. Ракова.